# Cheseaux-Noréaz
Cheseaux-Noréaz es una comuna suiza del cantón de Vaud, situada en el distrito de Jura-Nord vaudois a orillas del lago de Neuchâtel. Limita al norte con las comunas de Grandson, Bonvillars, Onnens y Corcelles-près-Concise, al este con Yvonand y Villars-Epeney, al sur con Cuarny, y al oeste con Yverdon-les-Bains.
La comuna formó parte hasta el 31 de diciembre de 2007 del distrito de Yverdon, círculo de Yverdon.

Castillo de Champittet, Cheseaux-Noréaz.